# Maquoketa
Maquoketa, umgangssprachlich auch Timber City, ist die Bezirkshauptstadt (County Seat) des Jackson County in Iowa, Vereinigte Staaten. Das U.S. Census Bureau hat bei der Volkszählung 2020 eine Einwohnerzahl von 6.128 ermittelt.

## Lage
Maquoketa liegt bei 42°4'1" Nord, 90°39'58" West (42,066901, −90,666238). Ein Teil der City liegt in Clinton County.

## Geschichte
Maquoketa wurde 1838 gegründet. Zuerst lautete der Name der Stadt Springfield, aber am 13. März 1844 entschloss man sich, den Namen in Maquoketa zu ändern, da es schon eine Menge Städte und Dörfer mit dem Namen Springfield gab.

## Politik

### Bürgermeister
- Tom Messerli
- Jack Roseberg

## Söhne und Töchter der Stadt
- Eben Martin (1855–1932), Politiker, Vertreter von South Dakota im US-Repräsentantenhaus
- Norris Brown (1863–1960), Politiker, Vertreter von Nebraska im US-Senat
- Herbert E. Hitchcock (1867–1958), Politiker, Vertreter von South Dakota im US-Senat
- George Ryan (1934–2025), Politiker, Gouverneur von Illinois
- Bryan Willman (* 1959), Autorennfahrer
- Sage Rosenfels (* 1978), American-Football-Spieler
- Craig Callahan (* 1981), Basketballspieler